# Canon de 100 mm modèle 1897
Pour les articles homonymes, voir Canon de 100 mm.
Le canon de 100 mm TR modèle 1897 est un canon d'artillerie côtière français. Lors de la Première Guerre mondiale, l'artillerie française utilise ce canon comme artillerie lourde, montée un affût de canon de 155 mm long modèle 1877 de Bange.

## Historique
Le canon de 100 modèle 1897 est dérive du canon de 100 mm modèle 1891 embarqué sur les navires, modifié par Gustave Canet pour être produit par Schneider et Cie. Il est monté sur un affût fixe à crinoline équipé de freins de tir permettant un tir rapide (4 coups par minute), d'où les initiales TR. En 1900, ces canons côtiers passent de la Marine à l'Armée de terre.
Fin 1914, devant le manque d'artillerie française à longue portée, il est décidé de monter les canons de 100 TR sur des affûts de siège du canon de 155 de Bange. La cadence de tir est alors réduite à 1 coup par minute.
Mis en service dans deux groupes hippomobiles, l'un du 22e RAC et l'autre du 10e RAP, les 100 TR sont rattachés à l'artillerie lourde à tracteurs à partir d'août 1915 : le groupe du 22e RAC rejoint le 3e RAP et celui du 10e RAP le 2e RAL. Trois nouveaux groupes reçoivent des 100 TR en septembre.
En mai 1917, les 100 TR sont retirés, leurs tubes ayant été usés rapidement à cause de la vitesse d'éjection du projectile. Ils sont réalésés en calibre 105 mm. La portée maximale atteint alors 15,8 km mais la cadence de tir est réduite d'un tiers par rapport au 100 TR sur affût de siège. Trois groupes utilisent ces nouveaux canons, de mai à novembre 1917. Ils sont remplacés par des canons de 145 et de 155 GPF beaucoup plus efficaces.